# Édouard Vuillard
Édouard Vuillard (født 11. november 1868 i Cuiseaux i Saône-et-Loire ; død 21. juni 1940 i La Baule i Loire-Atlantique)
var en fransk maler  der bl.a. malede i genren 'intimisme'. Som en repræsentant for postimpressionismen var Vuillard en vigtig stimulator af moderne grafik. Han regnes også med til kunstnergruppen Les Nabis.
| - Selvportrætter af Édouard Vuillard - Ansigtsstudie, 1880'erne - Selvportrætt, trækul på papir, 1887-88 - Med Waroquy, 1889 - Skuespiller eller selvportrætkarikatur, ca. 1890 |

| - Édouard Vuillard, 1891 - Med stok og stråhat, 1891-92 - Med søster, ca. 1892 - Selvportræt, 1906 |

| - Infoboksens tre 'Kendte værker' - Syersken, 1893 - Après le repas. (Efter måltidet, 1893) - Antoinette David-Weill og hendes nevø Maurice Lambiotte à Mareil-le-Guyon, ca. 1925 |

| - Udvalg af Vuillards værker, efter år - Syerskerne, 1890 (sammensat af overvejende flade farvefelter) - La Robe Â Ramages ('The flowered dress'), 1891 - Tre kvinder i samtale, 1893 - Teaterprogram til Ibsens En folkefjende på Théâtre de l'Oeuvre, november 1893 - Barn med rødligt sjal, 1894-95 - Stort interiør med seks personer, 1897 |

| - I venteværelset, 1898. Thielska galleriet, Stockholm - Lucy Hessel på en sofa, 1900 - Misia Natanson i en lænestol, 1901 - Interiør, 1904. Pushkin Museum - Arthur Fontaine læsende, 1904 - Portræt af Theodore Duret, 1912. National Gallery of Art |

| - Venus fra Milo, 1920 - Morgen i haven. Clos Cezanne, 1924 - Portræt af Lucy Hessel, 1924 - Portræt af David David-Weill, 1925 |